# KFC Yum! Center
El KFC Yum! Center es un pabellón multiusos situado en Louisville, Kentucky. Fue inaugurado en 2010 y tiene en la actualidad una capacidad para 22 090 espectadores para el baloncesto y 21 500 para el voleibol. Toma su nombre de la cadena de restaurantes de comida rápida KFC y de su matriz, Yum! Brands, quienes pagaron 13,5 millones de dólares por dar nombre al recinto deportivo.

## Historia
La planificación de la construcción de la instalación se centró en dos posibles ubicaciones, una, propiedad de la Louisville Water Company,  y otra propiedad de Louisville Gas & Electric. El entrenador del equipo masculino de baloncesto de Louisville, Rick Pitino, aseguró que no entrenaría en un pabellón construido en unos terrenos propiedad de la compañía del agua. En marzo de 2006, el gobernador de Kentucky informó que definitivamente el pabellón se ubicaría en los terrenos de la compañía del gas.
Con 22.090 asientos, es el segundo pabellón universitario en capacidad del estado de Kentucky, solo por detrás del Rupp Arena de la Universidad de Kentucky, y el tercero más grande de los Estados Unidos por detrás además del Carrier Dome de la Universidad de Siracusa.

## Eventos
En diciembre de 2012 se celebró la Final Four de voleibol femenino de la NCAA, torneo que acabaría ganando el equipo de la Universidad de Texas barriendo en la final a la Universidad de Oregón.
A lo largo de su historia ha albergado innumerables conciertos de los grupos más importantes de la música actual. Entre los artistas que más veces ha actuado en el recinto se encuentran Garth Brooks con Trisha Yearwood, Kid Rock, Taylor Swift, 5 Seconds of Summer o Justin Bieber.